# Делузија
Делузија или суманута идеја је нетачно, али укорењено веровање које се одржава упркос објективним доказима у супротно и упркос културним нормама које не подржавају ово веровање. Често је део психоза и параноидних идеација а основне врсте су суманутости величине и прогањања. Као патологија, разликује се од веровања заснованог на лажним или непотпуним информацијама, конфабулацијама, догмама, илузијама, халуцинацијама или неким другим обмањујућим ефектима перцепције, јер су појединци са тим уверењима у стању да се промене или поново прилагоде своја уверења након прегледа доказа. Међутим:
„Разликовање између делузије и идеје која се снажно држи понекад је тешко направити и делимично зависи од степена убеђења са којим се веровање држи упркос јасним или разумним контрадикторним доказима о његовој истинитости.”

## Типови
Заблуде су категорисане у четири различите групе:
- Бизарна заблуда: Заблуде се сматрају бизарним ако су очигледно невероватне и нису разумљиве колегама исте културе и не произилазе из уобичајених животних искустава.[3] Пример који је наведен у DSM-5 је веровање особе да је неко заменио све њене унутрашње органе туђим без остављања ожиљка.
- Небизарна обмана: заблуда која је, иако лажна, барем технички могућа, на пример, погођена особа погрешно верује да је под сталним полицијским надзором.
- Заблуда усклађена са расположењем: Свака заблуда са садржајем који је у складу са депресивним или маничним стањем, на пример, депресивна особа верује да су водитељи вести на телевизији категорично настројени против ње, или особа у маничном стању може да верује да је моћно божанство.
- Заблуда независна од расположења: заблуда која се не односи на емоционално стање обољелог; на пример, веровање да додатни уд расте из нечијег потиљка је неутрално за депресију или манију.[4]

### Теме
Поред ових категорија, заблуде се често манифестују према доследној теми. Иако заблуде могу имати било коју тему, одређене теме су чешће. Неке од најчешћих тема заблуда су:
- Делузија контроле: Лажно веровање да друга особа, група људи или спољна сила контролишу нечије опште мисли, осећања, импулсе или понашања.[4]
- Котардова делузија: Лажно веровање да особа не постоји или да је умрла.[5] Неки случајеви такође укључују веровање да је особа бесмртна или да је изгубила унутрашње органе, крв или друге делове тела.[6]
- Делузиона љубомора: Лажно уверење да супружник или љубавник има аферу, без доказа који би поткрепили тврдњу.[4]
- Делузија кривице или греха (или илузија самооптуживања): Неосновано осећање кајања или кривице делузионог интензитета.[4]
- Делузија читања ума: Лажно веровање да други људи могу знати нечије мисли.[4]
- Делузија уметања мисли: Веровање да други размишља кроз ум особе.[4]
- Делузија о референци: Лажно уверење да безначајне примедбе, догађаји или објекти у нечијем окружењу имају лично значење или значај. „Обично је значење које се приписује овим догађајима негативно, али 'поруке' могу имати и грандиозан квалитет.“[4]
- Еротоманија: Лажно веровање да је друга особа заљубљена у њих.[4]
- Религијска делузија: Веровање да погођене особе да је бог или да је изабрана да делује као бог.[7][8]
- Соматска делузија: Заблуда чији се садржај односи на функционисање тела, телесне сензације или физички изглед. Обично је лажно уверење да је тело на неки начин болесно, абнормално или измењено.[4] Специфичан пример ове заблуде је делузиона паразитоза: делузија у којој се човек осећа заражен инсектима, бактеријама, грињама, пауцима, вашкама, бувама, црвима или другим организмима.
- Делузија о сиромаштву: Особа чврсто верује да је финансијски неспособна. Иако је ова врста заблуде сада мање уобичајена, била је посебно распрострањена у данима који су претходили државној подршци.[9]

### Грандиозне делузије
Грандиозне делузије или делузије величине су углавном подтип делузионалног поремећаја, али би се могле појавити као симптом шизофреније и маничних епизода биполарног поремећаја. Грандиозне делузије карактеришу фантастична веровања да је неко славан, свемоћан или на други начин веома моћан. Заблуде су генерално фантастичне, често са натприродним, научно-фантастичним или религиозним склоностима. У колоквијалној употреби, за онога ко прецењује сопствене способности, таленте, стас или ситуацију понекад се каже да има „заблуде величине“. Ово је углавном због претераног поноса, а не због стварних заблуда. Са мегаломанијом се могу повезати грандиозне заблуде или илузије величине.

### Прогонске делузије
Заблуде о прогонству су најчешћи тип заблуда и укључују тему праћења, малтретирања, преваре, тровања или дрогирања, завере против, шпијунирања, напада или на други начин опструкције у остваривању циљева. Прогонске делузије су стање у којем погођена особа погрешно верује да је прогоњена. Конкретно, они су дефинисани као да садрже два централна елемента, при чему особа мисли да:
- штета се дешава или ће се десити
- прогонитељи имају намеру да нанесу штету

Према DSM-IV-TR, илузије прогона су најчешћи облик заблуда код шизофреније, где особа верује да је „мучена, праћена, саботирана, преварена, шпијунирана или исмевана“. У DSM-IV-TR, заблуде о прогањању су главна карактеристика прогањајућег типа делузионалног поремећаја. Када је фокус на исправљању неке неправде правним поступком, они се понекад називају „свадљива параноја“.

## Узроци
Објашњење узрока делузија и даље је изазовно и развијено је неколико теорија. Једна је генетска или биолошка теорија, која наводи да су блиски рођаци особа са делузионалним поремећајем изложени повећаном ризику од делузионалних тенденција. Друга теорија је дисфункционална когнитивна обрада, која каже да заблуде могу произаћи из искривљених начина на који људи сами себи објашњавају живот. Трећа теорија се назива мотивисане или одбрамбене заблуде. У овом се наводи да неке од оних особа које су предиспониране могу патити од појаве поремећаја делузија у оним тренуцима када суочавање са животом и одржавање високог самопоштовања постане значајан изазов. У овом случају, особа гледа на друге као на узрок својих личних потешкоћа како би очувала позитиван поглед на себе.
Ово стање је чешће код људи који имају слаб слух или вид. Такође, стални стресори су повезани са већом могућношћу развоја заблуда. Примери таквих стресора су имиграција, низак социоекономски статус, па чак и могуће нагомилавање мањих свакодневних проблема.

### Специфичне делузије
Два највећа фактора која се углавном баве појавом делузија су поремећај функционисања мозга и позадински утицаји темперамента и личности.
Виши нивои допамина се квалификују као симптом поремећаја функције мозга. Да су они потребни за одржавање одређених делузија испитано је прелиминарном студијом о делузионалном поремећају (психотични синдром) која је покренута да би се разјаснило да ли је шизофренија имала допаминску психозу. Било је позитивних резултата - делузије љубоморе и прогона су имале различите нивое метаболита допамина  и хомованилил алкохола (који је можда био генетски). Ово се може сматрати само оквирним резултатима; студија је позвала на даља истраживања са већом популацијом.
Поједностављено је рећи да ће одређена мера допамина изазвати одређену заблуду. Студије показују да су старост и пол утицајни и највероватније је да се нивои HVA мењају током животног века неких синдрома.
О утицају личности је речено: „Џасперс је сматрао да долази до суптилне промене личности због саме болести; и то ствара услове за развој обмане у којој настаје обмањивачка интуиција.“
Културни фактори имају „одлучујући утицај у обликовању заблуда“. На пример, Делузије о кривици и казнама су честе у западној, хришћанској земљи попут Аустрије, али не и у Пакистану, где је вероватнији прогон. Слично, у низу студија случаја, делузије о кривици и кажњавању пронађене су код аустријских пацијената са Паркинсоновом болешћу који су лечени l-допом, допаминергичним агонистом.